# Latin-Amerika UNESCO globális geoparkjai
Latin-Amerika, a Dél-Amerikát, Közép-Amerikát és a Karib-térséget magába foglaló kultúrföldrajzi terület a Globális Geopark Hálózaton belül a Latin-Amerika és a Karib-térség Geopark Hálózattal jelenik meg (Red GeoLAC). Ennek 2020-ban 7 UNESCO Globális Geopark volt a tagja, további geopark projektek pedig a szervezeti megvalósítás, vagy már az UNESCO cím pályázati szakaszában vannak. 
Mindezek mellett Latin-Amerika geodiverzitásának további elemei jelennek meg más nemzetközi egyezményekben is, elsősorban a világörökségi listán belül, a VIII és a VII kritériumok alatt.

## UNESCO Globális Geoparkok
| UNESCO Globális Geopark     | Kép | Elhelyezkedés | Terület (km2) | Felvétel éve | Geodiverzitás |
| --------------------------- | --- | --- | ------------- | ------------ | --- |
| Araripe                     |     | Északkeleti régió · Brazília · d. sz. 7° 13′ 46″, ny. h. 39° 24′ 32″7.229444°S 39.408889°WAraripe UNESCO Global Geopark          | 3441          | 2006         | Az Araripe-medencében található geopark világszinten kiemelkedő, alsó-kréta ősmaradványokat mutat be. A geohelyszínek, így például a "Parque do Pterossauros" vagy a "Floresta Petrificada do Cariri", megkövesedett fatörzseket, a korszak virágos növényeinek lenyomatait, illetve pteroszaurusz maradványokat vonultatnak fel a látogatók előtt. |
| Comarca Minera, Hidalgo     |     | Hidalgo · Mexikó · é. sz. 20° 08′ 37″, ny. h. 98° 40′ 26″20.143611°N 98.673889°WComarca Minera UNESCO Global Geopark             | 1848          | 2017         | A Comarca Minera kiemelkedő földtani változatossága sajátos "geológiai csomópont" jellegéből következik, hisz a Vulkáni-kereszthegység és a Keleti-Sierra Madre találkozásához takaróredős szerkezetek és két vulkáni terület is kapcsolódik. A geopark földtani örökségének központi eleme a bányászat, mely az egykor világhírű arany- és ezüstkészleteket termelte ki. Kiemelkedő geohelyszínek még a Metztitlán-kanyon, illetve a Santa Maria Regla bazaltoszlopok, melyek a világon a leghosszabbak közé tartoznak. |
| Colca y Volcanes de Andagua |     | Arequipa · Peru · d. sz. 15° 36′ 31″, ny. h. 72° 05′ 29″15.608575°S 72.091496°WColca y Volcanes de Andagua UNESCO Global Geopark | 6010.9        | 2019         | Nevének megfelelően a geopark földtani örökségét két kiemelkedő érték képezi. A Hualca-Ampato-Sabancaya vulkáni terület 25 kitörési központja közül több a közelmúltban is aktív volt, így például az El Misti vagy az Andagua vulkáni mező. A geopark másik kiemelkedő értéke a Colca-kanyon, mely szinte képeskönyvként tárja fel a terület 400 millió éves geológiai fejlődését, és a Föld egyik legmélyebb kanyonja.                                                                                                 |
| Grutas del Palacio          |     | Flores · Uruguay · d. sz. 33° 16′ 44″, ny. h. 57° 08′ 44″33.278889°S 57.145556°WGrutas del Palacio UNESCO Global Geopark         | 3611          | 2013         | A geopark ma látható dombos térszíne a proterozikumtól a kainozokiumig tartó fejlődés során alakult ki. Paleozoikumi folyóvízi üledékek feltárásai, gránit lepusztulási formák, illetve a névadó Palacio-barlangok (Grutas del Palacio) a földtani örökség kiemelkedő elemei a termékeny pampák földjén. |
| Imbabura                    |     | Imbabura · Ecuador · é. sz. 0° 15′ 30″, ny. h. 78° 10′ 42″0.258307°N 78.178196°WImbabura UNESCO Global Geopark                   | 4794,34       | 2019         | Az Andok északi, ecuadori szakaszán található geopark Imbabura tartomány teljes területét felöleli. A Nazca-lemez alábukása által formált tájkép elemei aktív és szunnyadó vulkánok, erősent tagolt hegyvidékek és metamorf, illetve üledékes kőzeteik kibukkanásai is. Ikonikus geohelyszínek a terület rétegvulkánjai, így az Imbabura és a Cotacachi, kalderatavak (pl. Mojanda) és glaciális eredetű tavak (pl. Puruhanta).                                                                                          |
| Kütralkura                  |     | Araucanía · Chile · d. sz. 38° 41′ 22″, ny. h. 71° 40′ 49″38.689509°S 71.680249°WKütralküra UNESCO Global Geopark                | 8053          | 2019         | A geopark földtani sokfélesége a "tűz" és a "jég" összjátékából következik. Az Andok déli vulkáni területének részét képező Kütralküra vidékén 50 vulkán található, melyek közül a Llaima és a Longuimay az ország legaktívabbjai közé tartozik. A magasabb rétegvulkánok egy részét továbbra is jégsapka fedi, a glaciális eredetű tavak, így például a Gallete vagy az Icalma pedig a pleisztocén, kiterjedt eljegesedés tanúbizonyságai.                                                                              |
| Mixteca Alta, Oaxaca        |     | Oaxaca · Mexikó · é. sz. 17° 31′ 05″, ny. h. 97° 20′ 32″17.518056°N 97.342222°WMixteca Alta UNESCO Global Geopark                | 415,4         | 2017         | A Déli-Sierra Madre területén található geopark geológiai változatosságát a prekambriumbtól a kainozoikumig terjedő formációk, illetve azok látványos lepusztulási formái adják. Az erősen tagolt térszín vízmosásai, badlandjei sokszor korábbi, nedves időszakok paleotalaj rétegeit tárják fel. Mindezek mellett pedig kainozoikumi vulkanizmus, mezozoikumi tektonikus események és paleozoikumi plutonizmus feltárásai is nyomozhatók a területen.                                                                  |

## Aspiráns és tervezett geoparkok
A regionális geopark hálózat, a GeoLAC nyilvántartása szerint az alábbi geoparkok vannak aspiráns fázisban (közel a pályázati szakaszhoz az UNESCO Globális Geopark címre, vagy már beadott jelentkezéssel), vagy pedig tervezés és megvalósítás alatt.
| Name                                            | Location | Status             |
| ----------------------------------------------- | --- | ------------------ |
| Volcán Tungurahua                               | Tungurahua · Ecuador · d. sz. 1° 28′ 12″, ny. h. 78° 26′ 41″1.470000°S 78.444700°WTungurahua Aspriáns UNESCO Global Geopark                                      | aspiráns           |
| Río Coco                                        | Madriz · Nicaragua · é. sz. 13° 27′ 14″, ny. h. 86° 42′ 14″13.453900°N 86.703900°WRío Coco Aspriáns UNESCO Global Geopark                                        | aspiráns           |
| Litoral Biobío                                  | Biobío · Chile · d. sz. 36° 48′ 34″, ny. h. 73° 02′ 15″36.809332°S 73.037457°WLitoral Biobío Aspriáns UNESCO Global Geopark                                      | megvalósítás alatt |
| Peña de Bernal and Sacred Triangle of Querétaro | Querétaro · Mexikó · é. sz. 20° 44′ 54″, ny. h. 99° 56′ 54″20.748278°N 99.948469°WPena de Bernal and Sacred Triangle of Queretaro Aspriáns UNESCO Global Geopark | megvalósítás alatt |
| Napo Sumaco                                     | Napo · Ecuador · d. sz. 0° 59′ 34″, ny. h. 77° 48′ 54″0.992876°S 77.814994°WNapo Sumaco Aspriáns UNESCO Global Geopark                                           | megvalósítás alatt |
| Pillán Mahuiza                                  | Neuquén · Argentína · d. sz. 40° 09′ 40″, ny. h. 71° 21′ 36″40.161021°S 71.360077°WPillán Mahuiza Aspriáns UNESCO Global Geopark                                 | megvalósítás alatt |
| Seridó                                          | Északkeleti régió · Brazília · d. sz. 6° 51′ 22″, ny. h. 36° 24′ 36″6.856113°S 36.410098°WSeridó Aspriáns UNESCO Global Geopark                                  | megvalósítás alatt |
| Volcánico del Ruiz                              | Caldas · Kolumbia · é. sz. 5° 04′ 08″, ny. h. 75° 30′ 45″5.068771°N 75.512416°WVolcánico del Ruiz Aspriáns UNESCO Global Geopark                                 | megvalósítás alatt |
| Huasteca Potosina                               | San Luis Potosí · Mexikó · é. sz. 21° 59′ 09″, ny. h. 99° 00′ 57″21.985956°N 99.015708°WHuasteca Potosina Aspriáns UNESCO Global Geopark                         | megvalósítás alatt |
| Torotoro                                        | Potosí · Bolívia · d. sz. 18° 08′ 02″, ny. h. 65° 45′ 43″18.133774°S 65.761928°WTorotoro Aspriáns UNESCO Global Geopark                                          | megvalósítás alatt |

## Latin-Amerika és a Karib-térség Geopark Hálózat

### Története
Geoparkok alapításának ötlete Latin-Amerikában már 2001-től, az Európai Geopark hálózat megalapítása után egy évvel rendre felmerült földtudományi konferenciák eszmecseréi során. 2005-ben lépett be a Globális Geopark Hálózatba az első latin-amerikai tag, a brazíliai Araripe Geopark. 2010-ben tartották az "1. Latin-Amerika és a Karib-térség Geopark Konferenciát" (1st Latin American and the Caribbean Conference of Geoparks), amelynek záródokumentumaként kiadták az Araripe Nyilatkozatot (Declaration of Araripe)
"... a földtani örökség – mint Földünk emlékezete – megőrzése, megismertetése és oktatásban való felhasználása, a természeti, kulturális és szellemi örökség a fenntartható fejlődés elemei és megfelelnek a Latin-Amerika és Karib-térségbeli lakosság igényeinek... és megkívánja a a geoparkok közötti regionális és nemzetközi tapasztalatcseréhez szükséges háttér kialakítását..."

A 2015-ben a perui Arequipában megrendezett "1. Geopark Szimpózium" (1st Symposium of Geoparks) bocsátotta ki az Arequipa Nyilatkozatot (Declaration of Arequipa), mely megerősítette az Araripe Nyilatkozatban foglaltakat, és vállalja:
"a Latin-Amerika és a Karib-térség Geopark Hálózat irányelveinek kidolgozását... az UNESCO Latin-Amerika és a Karib-térségbeli irodájának támogatásával ... és vállalja az (átmeneti) felelősséget a működési szabályzat és más célkitűzések kidolgozása során, az aláíró partnerekkel közösen."
A Latin-Amerika és a Karib-térség Geopark Hálózat (GeoLAC) hivatalosan 2017. májusában alakult meg, a "4. Latin-Amerika és a Karib-térség Geopark Szimpózium" során (4th Latin American and Caribbean Symposium on Geoparks), négy alapító taggal (Araripe, Grutas del Palacio, Comarca Minera and Mixteca Alta UNESCO Globális Geoparkok).
A hálózat 2019-ben három új taggal bővült (Colca y Volcanes de Andagua, Imbabura, Kütralküra) és további geopark projektek állnak a tervezés, vagy az UNESCO cím pályázati fázisában.

## Latin-Amerika geodiverzitásának megjelenése további nemzetközi egyezményekben

### Világörökség
A világörökség listája jelenleg (2020) 12 helyszínt tartalmaz a kontinensen, melyek a VIII kritérium értelmében a földtörténet szempontjából egyetem értékűnek számítanak:
- Los Glaciares Nemzeti Park (Argentína),
- Ischigualasto és Talampaya Nemzeti Park (Argentína),
- Talamanca Természetvédelmi Terület / La Amistad Nemzeti Park  (Costa Rica, Panama),
- Desembarco del Granma Nemzeti Park (Kuba),
- Morne Trois Pitons Nemzeti Park (Dominikai Közösség),
- Galápagos-szigetek (Ecuador),
- Sangay Nemzeti Park (Ecuador),
- Río Plátano Bioszféra-rezervátum (Honduras)
- El Pinacate és Altar-sivatag Bioszféra-rezervátum (Mexikó)
- Huascarán Nemzeti Park (Peru)
- Piton-hegyek (Saint Lucia)
- Canaima Nemzeti Park (Venezuela)

További, a földtani örökség szempontjából fontos helyszínek találhatók még a VII kritérium alatt is,  mely a páratlan természeti szépséggel és kiemelkedő esztétikai értékkel bíró területeket takarja (a VIII és VII alatt is szereplő helyszínek nem szerepelnek duplán):
- Iguazú Nemzeti Park (Argentína, Brazília),
- Los Alerces Nemzeti Park (Argentína),
- Belize Korallzátony Természetvédelmi Terület (Belize),
- Atlanti-parti Délkeleti Esőerdő Rezervátumok (Brazília),
- Pantanal Természetvédelmi Terület (Brazília),
- Fernando de Noronha és Rocas-atoll rezervátumok (Brazília),
- A Kaliforniai-öböl szigetei és védett területei (Mexikó),
- Revillagigedo-szigetek (Mexikó),
- Machu Picchu (Peru)

## Külső hivatkozások
- Latin-Amerika és a Karib-térség Geopark Hálózat (GeoLAC) Archiválva 2019. december 8-i dátummal a Wayback Machine-ben (Elérés: 2020. január 22.)